# Natalja Karimowa
Natalja Walerjewna Karimowa (ros. Наталья Валерьевна Каримова, ur. 28 lutego 1974 w Rostowie nad Donem) – rosyjska kolarka torowa, dwukrotna mistrzyni świata.

## Kariera
W 1996 roku Natalja Karimowa wystąpiła na igrzyskach olimpijskich w Atlancie, gdzie zajęła dziesiąte miejsce w indywidualnym wyścigu na dochodzenie. Największe sukcesy w swojej karierze osiągnęła już rok później, podczas mistrzostw świata w Perth, gdzie w tej samej konkurencji zdobyła srebrny medal, ulegając jedynie Niemce Judith Arndt. Na tych samych mistrzostwach Rosjanka okazała się najlepsza w wyścigu punktowym, bezpośrednio wyprzedzając Hiszpankę Teodorę Ruano i Meksykankę Belem Guerrero. W 1998 roku osiągała dobre wyniki w Pucharze Świata, zwyciężając w wyścigu punktowym we francuskim Hyères i zajmując drugie miejsce w wyścigu na dochodzenie w Berlinie. W zawodach tego cyklu zajęła także dwukrotnie trzecie miejsce w 1999 roku, w amerykańskim Frisco i kolumbijskim Cali była trzecia w indywidualnym wyścigu na dochodzenie. W tej samej konkurencji zajęła ponadto dziewiątą pozycję na igrzyskach olimpijskich w Sydney w 2000 roku.